# Liga Campionilor EHF Feminin 2015-2016 - faza grupelor
Acest articol descrie primul tur al Ligii Campionilor EHF Feminin 2015-2016.

## Format
Cele 16 echipe au fost împărțite în patru grupe de câte patru. Fiecare echipă va juca câte un joc pe teren propriu și unul în deplasare împotriva fiecărui adversar din grupă. Primele trei echipe clasate vor avansa în grupele principale, de unde primele patru echipe vor avansa în fazele eliminatorii. Tragerea la sorți a avut loc pe 26 iunie 2015, în Viena, Austria.

## Distribuția
Distribuția echipelor a fost publicată pe 23 iunie 2015. 16 echipe au fost implicate în acest proces, fiind împărțite în patru urne valorice de câte patru.
| Urna 1                                                                  | Urna a 2-a                                    | Urna a 3-a                                                | Urna a 4-a                                                                                                  |
| ----------------------------------------------------------------------- | --------------------------------------------- | --------------------------------------------------------- | --- |
| FTC-Rail Cargo Hungaria ŽRK Budućnost Larvik HK FC Midtjylland Håndbold | ŽRK Vardar RK Krim CSM București Thüringer HC | Rostov-Don IK Sävehof Hypo Niederösterreich RK Koprivnica | Fleury Loiret Handball MKS Selgros Lublin Győri Audi ETO KCCâștigătoarea TC1 HCM Baia MareCâștigătoarea TC2 |

### Tragerea la sorți
Cele 16 echipe din urnele valorice au fost trase la sorți în patru grupe de câte patru echipe, unde vor juca câte două meciuri una împotriva celeilalte, pe teren propriu și în deplasare, în total câte șase meciuri. Echipele clasate pe primele trei locuri în fiecare grupă vor avansa în cele două grupe principale, de unde primele patru clasate din fiecare grupă se vor califica în fazele eliminatorii.
Tragerea la sorți a fost efectuată de Jean Brihault, președintele EHF, Michael Wiederer, secretarul general al EHF, și handbalista muntenegreană Radmila Petrović.
|  | Echipele calificate în grupele principale          |
|  | Echipele retrogradate în 16-zecimile Cupei Cupelor |

## Grupa A
| Echipa        | M | V | E | Î | GM  | GP  | G   | Pct |
| ------------- | - | - | - | - | --- | --- | --- | --- |
| Rostov-Don    | 6 | 6 | 0 | 0 | 173 | 148 | +25 | 12  |
| Larvik HK     | 6 | 4 | 0 | 2 | 173 | 153 | +20 | 8   |
| HCM Baia Mare | 6 | 2 | 0 | 4 | 165 | 162 | +3  | 4   |
| RK Krim       | 6 | 0 | 0 | 6 | 160 | 208 | −48 | 0   |

| 16 octombrie 2015 19:00 | RK Krim   | 27 - 33 | HCM Baia Mare     | Arena Stožice, Ljubljana Asistență: 1.500 Arbitri: Sigurjónsson, Pétursson |
| 16 octombrie 2015 19:00 | Mavsar 11 | (15-16) | Abbingh, Pineau 9 | Arena Stožice, Ljubljana Asistență: 1.500 Arbitri: Sigurjónsson, Pétursson |
| 16 octombrie 2015 19:00 | 4× 2×     | Cronica | 2× 3×             | Arena Stožice, Ljubljana Asistență: 1.500 Arbitri: Sigurjónsson, Pétursson |

| 17 octombrie 2015 18:30 | Larvik HK | 21 - 27 | Rostov-Don | Arena Larvik, Larvik Asistență: 2.015 Arbitri: Jurinović, Mrvica |
| 17 octombrie 2015 18:30 | Mørk 6    | (10-14) | Ilina 9    | Arena Larvik, Larvik Asistență: 2.015 Arbitri: Jurinović, Mrvica |
| 17 octombrie 2015 18:30 | 3×        | Cronica | 1× 3×      | Arena Larvik, Larvik Asistență: 2.015 Arbitri: Jurinović, Mrvica |

| 23 octombrie 2015 18:00 | HCM Baia Mare | 29 - 31 | Larvik HK          | Sala Sporturilor Lascăr Pană, Baia Mare Asistență: 2.500 Arbitri: Brunovský, Čanda |
| 23 octombrie 2015 18:00 | Pineau 8      | (14-19) | N. Mørk, T. Mørk 9 | Sala Sporturilor Lascăr Pană, Baia Mare Asistență: 2.500 Arbitri: Brunovský, Čanda |
| 23 octombrie 2015 18:00 | 2× 3×         | Cronica | 3×                 | Sala Sporturilor Lascăr Pană, Baia Mare Asistență: 2.500 Arbitri: Brunovský, Čanda |

| 24 octombrie 2015 16:00 | Rostov-Don   | 35 - 25 | RK Krim      | Dvoreț Sporta, Rostov-pe-Don Asistență: 3.000 Arbitri: Andreou, Panayides |
| 24 octombrie 2015 16:00 | Managarova 9 | (16-12) | Bajramoska 6 | Dvoreț Sporta, Rostov-pe-Don Asistență: 3.000 Arbitri: Andreou, Panayides |
| 24 octombrie 2015 16:00 | 2× 3×        | Cronica | 3×           | Dvoreț Sporta, Rostov-pe-Don Asistență: 3.000 Arbitri: Andreou, Panayides |

| 30 octombrie 2015 18:00 | RK Krim | 21 - 37 | Larvik HK  | Arena Stožice, Ljubljana Asistență: 1.000 Arbitri: Vranes, Wenninger |
| 30 octombrie 2015 18:00 | Barič 5 | (10-21) | Kurtović 8 | Arena Stožice, Ljubljana Asistență: 1.000 Arbitri: Vranes, Wenninger |
| 30 octombrie 2015 18:00 | 5× 3×   | Cronica | 3× 2×      | Arena Stožice, Ljubljana Asistență: 1.000 Arbitri: Vranes, Wenninger |

| 30 octombrie 2015 18:00 | HCM Baia Mare | 20 - 22 | Rostov-Don               | Sala Sporturilor Lascăr Pană, Baia Mare Asistență: 2.000 Arbitri: García, Marín |
| 30 octombrie 2015 18:00 | Abbingh 6     | (10-13) | Ilina, Managarova, Sen 5 | Sala Sporturilor Lascăr Pană, Baia Mare Asistență: 2.000 Arbitri: García, Marín |
| 30 octombrie 2015 18:00 | 3× 1×         | Cronica | 2× 3×                    | Sala Sporturilor Lascăr Pană, Baia Mare Asistență: 2.000 Arbitri: García, Marín |

| 7 noiembrie 2015 17:00 | Rostov-Don   | 27 - 26 | HCM Baia Mare | Dvoreț Sporta, Rostov-pe-Don Asistență: 2.500 Arbitri: Krkacev, Kolevski |
| 7 noiembrie 2015 17:00 | Managarova 6 | (14-15) | Pineau 10     | Dvoreț Sporta, Rostov-pe-Don Asistență: 2.500 Arbitri: Krkacev, Kolevski |
| 7 noiembrie 2015 17:00 | 2× 3×        | Cronica | 4× 3×         | Dvoreț Sporta, Rostov-pe-Don Asistență: 2.500 Arbitri: Krkacev, Kolevski |

| 7 noiembrie 2015 18:30 | Larvik HK   | 32 - 28 | RK Krim    | Arena Larvik, Larvik Asistență: 1.710 Arbitri: Horváth, Marton |
| 7 noiembrie 2015 18:30 | Kurtović 10 | (17-15) | Omoregie 9 | Arena Larvik, Larvik Asistență: 1.710 Arbitri: Horváth, Marton |
| 7 noiembrie 2015 18:30 | 3×          | Cronica | 5× 3×      | Arena Larvik, Larvik Asistență: 1.710 Arbitri: Horváth, Marton |

| 14 noiembrie 2015 18:00 | Rostov-Don            | 26 - 25 | Larvik HK   | Dvoreț Sporta, Rostov-pe-Don Asistență: 2.500 Arbitri: Konjičanin, Konjičanin |
| 14 noiembrie 2015 18:00 | Makeeva, Managarova 5 | (15-14) | Breistøl 13 | Dvoreț Sporta, Rostov-pe-Don Asistență: 2.500 Arbitri: Konjičanin, Konjičanin |
| 14 noiembrie 2015 18:00 | 3×                    | Cronica | 2× 3×       | Dvoreț Sporta, Rostov-pe-Don Asistență: 2.500 Arbitri: Konjičanin, Konjičanin |

| 14 noiembrie 2015 18:00 | HCM Baia Mare | 35 - 28 | RK Krim     | Sala Sporturilor Lascăr Pană, Baia Mare Asistență: 2.000 Arbitri: Brkić, Jusufhodžić |
| 14 noiembrie 2015 18:00 | Pineau 9      | (16-14) | Omoregie 10 | Sala Sporturilor Lascăr Pană, Baia Mare Asistență: 2.000 Arbitri: Brkić, Jusufhodžić |
| 14 noiembrie 2015 18:00 | 4× 3×         | Cronica | 1× 3×       | Sala Sporturilor Lascăr Pană, Baia Mare Asistență: 2.000 Arbitri: Brkić, Jusufhodžić |

| 20 noiembrie 2015 18:00 | RK Krim | 31 - 36 | Rostov-Don | Arena Stožice, Ljubljana Asistență: 500 Arbitri: Schulze, Tönnies |
| 20 noiembrie 2015 18:00 | Barič 8 | (14-18) | Ilina 8    | Arena Stožice, Ljubljana Asistență: 500 Arbitri: Schulze, Tönnies |
| 20 noiembrie 2015 18:00 | 2× 3×   | Cronica | 6× 3×      | Arena Stožice, Ljubljana Asistență: 500 Arbitri: Schulze, Tönnies |

| 21 noiembrie 2015 18:30 | Larvik HK | 27 - 22 | HCM Baia Mare     | Arena Larvik, Larvik Asistență: 1873 Arbitri: Bounouara, Sami |
| 21 noiembrie 2015 18:30 | Mørk 11   | (12-12) | Abbingh, Pineau 4 | Arena Larvik, Larvik Asistență: 1873 Arbitri: Bounouara, Sami |
| 21 noiembrie 2015 18:30 | 3×        | Cronica | 3×                | Arena Larvik, Larvik Asistență: 1873 Arbitri: Bounouara, Sami |

## Grupa B
| Echipa          | M | V | E | Î | GM  | GP  | G   | Pct |
| --------------- | - | - | - | - | --- | --- | --- | --- |
| Ferencvárosi TC | 6 | 5 | 1 | 0 | 181 | 146 | +35 | 11  |
| Fleury Loiret   | 6 | 2 | 3 | 1 | 144 | 149 | −5  | 7   |
| Thüringer HC    | 6 | 2 | 1 | 3 | 159 | 156 | +3  | 5   |
| RK Podravka     | 6 | 0 | 1 | 5 | 117 | 150 | −33 | 1   |

| 18 octombrie 2015 14:00 | Thüringer HC      | 27 - 27 | Fleury Loiret | Salza-Halle, Bad Langensalza Asistență: 1.600 Arbitri: Arntsen, Røen |
| 18 octombrie 2015 14:00 | Buceschi, Huber 5 | (15-15) | Niombla 7     | Salza-Halle, Bad Langensalza Asistență: 1.600 Arbitri: Arntsen, Røen |
| 18 octombrie 2015 14:00 | 4× 3×             | Cronica | 3× 2×         | Salza-Halle, Bad Langensalza Asistență: 1.600 Arbitri: Arntsen, Røen |

| 18 octombrie 2015 17:15 | Ferencvárosi TC | 28 - 16 | RK Podravka | Főtáv FTC Kézilabda Aréna, Budapesta Asistență: 2.498 Arbitri: Vitaku, Vitaku |
| 18 octombrie 2015 17:15 | Szekerczés 7    | (13-5)  | Krsnik 4    | Főtáv FTC Kézilabda Aréna, Budapesta Asistență: 2.498 Arbitri: Vitaku, Vitaku |
| 18 octombrie 2015 17:15 | 1× 3×           | Cronica | 2× 3×       | Főtáv FTC Kézilabda Aréna, Budapesta Asistență: 2.498 Arbitri: Vitaku, Vitaku |

| 25 octombrie 2015 15:15 | Fleury Loiret     | 28 - 28 | Ferencvárosi TC | Gymnase Albert Auger, Fleury-les-Aubrais Asistență: 2.300 Arbitri: Kijauskaitė, Žalienė |
| 25 octombrie 2015 15:15 | Cabral Barbosa 11 | (14-11) | Pena Abaurrea 5 | Gymnase Albert Auger, Fleury-les-Aubrais Asistență: 2.300 Arbitri: Kijauskaitė, Žalienė |
| 25 octombrie 2015 15:15 | 2× 3×             | Cronica | 4× 3×           | Gymnase Albert Auger, Fleury-les-Aubrais Asistență: 2.300 Arbitri: Kijauskaitė, Žalienė |

| 25 octombrie 2015 17:25 | RK Podravka        | 21 - 27 | Thüringer HC      | Dvorana Fran Galović, Koprivnica Asistență: 2.000 Arbitri: Carvalho, Freitas |
| 25 octombrie 2015 17:25 | Dežić, Milošević 5 | (13-11) | Buceschi, Huber 7 | Dvorana Fran Galović, Koprivnica Asistență: 2.000 Arbitri: Carvalho, Freitas |
| 25 octombrie 2015 17:25 | 5× 3×              | Cronica | 4× 2× 1×          | Dvorana Fran Galović, Koprivnica Asistență: 2.000 Arbitri: Carvalho, Freitas |

| 1 noiembrie 2015 14:00 | Thüringer HC | 27 - 30 | Ferencvárosi TC | Salza-Halle, Bad Langensalza Asistență: 1.900 Arbitri: Marić, Mašić |
| 1 noiembrie 2015 14:00 | Huber 7      | (13-18) | Szucsánszki 8   | Salza-Halle, Bad Langensalza Asistență: 1.900 Arbitri: Marić, Mašić |
| 1 noiembrie 2015 14:00 | 3×           | Cronica | 5× 3×           | Salza-Halle, Bad Langensalza Asistență: 1.900 Arbitri: Marić, Mašić |

| 1 noiembrie 2015 17:30 | RK Podravka        | 20 - 20 | Fleury Loiret    | Dvorana Fran Galović, Koprivnica Asistență: 2.000 Arbitri: Brunner, Salah |
| 1 noiembrie 2015 17:30 | Dežić, Franković 5 | (11-13) | Cabral Barbosa 8 | Dvorana Fran Galović, Koprivnica Asistență: 2.000 Arbitri: Brunner, Salah |
| 1 noiembrie 2015 17:30 | 4× 3×              | Cronica | 4× 2×            | Dvorana Fran Galović, Koprivnica Asistență: 2.000 Arbitri: Brunner, Salah |

| 7 noiembrie 2015 18:00 | Ferencvárosi TC | 32 - 28 | Thüringer HC | Főtáv FTC Kézilabda Aréna, Budapesta Asistență: 3.000 Arbitri: Lah, Sok |
| 7 noiembrie 2015 18:00 | Pena Abaurrea 5 | (19-12) | Luzumová 6   | Főtáv FTC Kézilabda Aréna, Budapesta Asistență: 3.000 Arbitri: Lah, Sok |
| 7 noiembrie 2015 18:00 | 3×              | Cronica | 4× 3×        | Főtáv FTC Kézilabda Aréna, Budapesta Asistență: 3.000 Arbitri: Lah, Sok |

| 8 noiembrie 2015 17:30 | Fleury Loiret | 19 - 17 | RK Podravka | Gymnase Albert Auger, Fleury-les-Aubrais Asistență: 2.400 Arbitri: Birch, Stenrand |
| 8 noiembrie 2015 17:30 | Niombla 5     | (11-6)  | Milošević 5 | Gymnase Albert Auger, Fleury-les-Aubrais Asistență: 2.400 Arbitri: Birch, Stenrand |
| 8 noiembrie 2015 17:30 | 6× 3×         | Cronica | 1× 3×       | Gymnase Albert Auger, Fleury-les-Aubrais Asistență: 2.400 Arbitri: Birch, Stenrand |

| 15 noiembrie 2015 17:25 | RK Podravka | 24 - 27 | Ferencvárosi TC | Dvorana Fran Galović, Koprivnica Asistență: 2.195 Arbitri: Năstase, Stancu |
| 15 noiembrie 2015 17:25 | Franković 5 | (12-16) | Szucsánszki 6   | Dvorana Fran Galović, Koprivnica Asistență: 2.195 Arbitri: Năstase, Stancu |
| 15 noiembrie 2015 17:25 | 5× 3×       | Cronica | 5× 3×           | Dvorana Fran Galović, Koprivnica Asistență: 2.195 Arbitri: Năstase, Stancu |

Meciul dintre Fleury Loiret HC și Thüringer HC, programat inițial pentru 15 noiembrie 2015, ora 19:00, a fost amânat în urma atentatelor de la Paris.
| 6 ianuarie 2016 18:45 | Fleury Loiret | 27 - 21 | Thüringer HC | Palais des Sports, Orléans Asistență: 2.000 Arbitri: Ilieva, Karbeska |
| 6 ianuarie 2016 18:45 | Niombla 9     | (10–12) | Snelder 6    | Palais des Sports, Orléans Asistență: 2.000 Arbitri: Ilieva, Karbeska |
| 6 ianuarie 2016 18:45 | 2× 3×         | Cronica | 3×           | Palais des Sports, Orléans Asistență: 2.000 Arbitri: Ilieva, Karbeska |

| 21 noiembrie 2015 14:00 | Thüringer HC | 29 - 19 | RK Podravka | Salza-Halle, Bad Langensalza Asistență: 1.600 Arbitri: Kiașko, Kiselev |
| 21 noiembrie 2015 14:00 | Buceschi 8   | (13-6)  | Nemaškalo 5 | Salza-Halle, Bad Langensalza Asistență: 1.600 Arbitri: Kiașko, Kiselev |
| 21 noiembrie 2015 14:00 | 3×           | Cronica | 3×          | Salza-Halle, Bad Langensalza Asistență: 1.600 Arbitri: Kiașko, Kiselev |

| 22 noiembrie 2015 17:00 | Ferencvárosi TC    | 36 - 23 | Fleury Loiret             | Főtáv FTC Kézilabda Aréna, Budapesta Asistență: 2.800 Arbitri: Brunovský, Čanda |
| 22 noiembrie 2015 17:00 | Zácsik Szöllősi 11 | (24-12) | Cabral Barbosa, Niombla 5 | Főtáv FTC Kézilabda Aréna, Budapesta Asistență: 2.800 Arbitri: Brunovský, Čanda |
| 22 noiembrie 2015 17:00 | 4× 3×              | Cronica | 3× 2×                     | Főtáv FTC Kézilabda Aréna, Budapesta Asistență: 2.800 Arbitri: Brunovský, Čanda |

## Grupa C
| Echipa         | M | V | E | Î | GM  | GP  | G   | Pct |
| -------------- | - | - | - | - | --- | --- | --- | --- |
| Győri ETO KC   | 6 | 4 | 1 | 1 | 164 | 134 | +30 | 9   |
| ŽRK Vardar     | 6 | 4 | 0 | 2 | 182 | 144 | +38 | 8   |
| FC Midtjylland | 6 | 3 | 1 | 2 | 153 | 149 | +4  | 7   |
| Hypo NÖ        | 6 | 0 | 0 | 6 | 135 | 207 | −72 | 0   |

| 17 octombrie 2015 20:15 | ŽRK Vardar | 22 - 27 | Győri ETO KC | Centrul Sportiv Boris Trajkovski, Skopje Asistență: 3.800 Arbitri: García, Marín |
| 17 octombrie 2015 20:15 | Sokač 5    | (10-13) | Kovacsics 6  | Centrul Sportiv Boris Trajkovski, Skopje Asistență: 3.800 Arbitri: García, Marín |
| 17 octombrie 2015 20:15 | 2× 3×      | Cronica | 4× 3× 1×     | Centrul Sportiv Boris Trajkovski, Skopje Asistență: 3.800 Arbitri: García, Marín |

| 18 octombrie 2015 15:10 | FC Midtjylland | 33 - 21 | Hypo NÖ  | Ikast-Brande Arena, Ikast Asistență: 1.227 Arbitri: Mitrović, Vešović |
| 18 octombrie 2015 15:10 | Jensen 9       | (14-11) | Kovacs 6 | Ikast-Brande Arena, Ikast Asistență: 1.227 Arbitri: Mitrović, Vešović |
| 18 octombrie 2015 15:10 | 1× 3×          | Cronica | 3×       | Ikast-Brande Arena, Ikast Asistență: 1.227 Arbitri: Mitrović, Vešović |

| 24 octombrie 2015 20:15 | Hypo NÖ   | 25 - 38 | ŽRK Vardar        | Bundessport- und Freizeitzentrum Südstadt, Maria Enzersdorf Asistență: 1.100 Arbitri: Alpaidze, Berezkina |
| 24 octombrie 2015 20:15 | Tóthová 6 | (9-22)  | patru jucătoare 4 | Bundessport- und Freizeitzentrum Südstadt, Maria Enzersdorf Asistență: 1.100 Arbitri: Alpaidze, Berezkina |
| 24 octombrie 2015 20:15 | 5× 3× 1×  | Cronica | 4× 3×             | Bundessport- und Freizeitzentrum Südstadt, Maria Enzersdorf Asistență: 1.100 Arbitri: Alpaidze, Berezkina |

| 25 octombrie 2015 19:00 | Győri ETO KC | 21 - 26 | FC Midtjylland | Audi Aréna, Győr Asistență: 4.617 Arbitri: Rakitina, Tkaciuk |
| 25 octombrie 2015 19:00 | Görbicz 5    | (11-11) | Burgaard 8     | Audi Aréna, Győr Asistență: 4.617 Arbitri: Rakitina, Tkaciuk |
| 25 octombrie 2015 19:00 | 2× 3×        | Cronica | 6× 3×          | Audi Aréna, Győr Asistență: 4.617 Arbitri: Rakitina, Tkaciuk |

| 31 octombrie 2015 20:15 | Hypo NÖ    | 21 - 29 | Győri ETO KC       | Bundessport- und Freizeitzentrum Südstadt, Maria Enzersdorf Asistență: 900 Arbitri: Schulze, Tönnies |
| 31 octombrie 2015 20:15 | Tóthová 10 | (6-15)  | Planéta, Sulland 4 | Bundessport- und Freizeitzentrum Südstadt, Maria Enzersdorf Asistență: 900 Arbitri: Schulze, Tönnies |
| 31 octombrie 2015 20:15 | 4× 2×      | Cronica | 2× 3×              | Bundessport- und Freizeitzentrum Südstadt, Maria Enzersdorf Asistență: 900 Arbitri: Schulze, Tönnies |

| 1 noiembrie 2015 15:15 | ŽRK Vardar | 33 - 24 | FC Midtjylland | Centrul Sportiv Boris Trajkovski, Skopje Asistență: 3.000 Arbitri: Florescu, Stoia |
| 1 noiembrie 2015 15:15 | Penezić 10 | (16-8)  | Jensen 5       | Centrul Sportiv Boris Trajkovski, Skopje Asistență: 3.000 Arbitri: Florescu, Stoia |
| 1 noiembrie 2015 15:15 | 2× 3×      | Cronica | 3×             | Centrul Sportiv Boris Trajkovski, Skopje Asistență: 3.000 Arbitri: Florescu, Stoia |

| 8 noiembrie 2015 17:00 | FC Midtjylland   | 15 - 25 | ŽRK Vardar | Ikast-Brande Arena, Ikast Asistență: 1.720 Arbitri: Bonaventura, Bonaventura |
| 8 noiembrie 2015 17:00 | Ahlm, Burgaard 3 | (11-12) | Lekić 6    | Ikast-Brande Arena, Ikast Asistență: 1.720 Arbitri: Bonaventura, Bonaventura |
| 8 noiembrie 2015 17:00 | 2× 3×            | Cronica | 2× 3×      | Ikast-Brande Arena, Ikast Asistență: 1.720 Arbitri: Bonaventura, Bonaventura |

| 8 noiembrie 2015 17:00 | Győri ETO KC   | 37 - 16 | Hypo NÖ   | Audi Aréna, Győr Asistență: 4.491 Arbitri: Brehmer, Skowronek |
| 8 noiembrie 2015 17:00 | Løke, Tomori 7 | (17-9)  | Tóthová 3 | Audi Aréna, Győr Asistență: 4.491 Arbitri: Brehmer, Skowronek |
| 8 noiembrie 2015 17:00 | 2×             | Cronica | 1× 3×     | Audi Aréna, Győr Asistență: 4.491 Arbitri: Brehmer, Skowronek |

| 13 noiembrie 2015 20:25 | Hypo NÖ   | 27 - 33 | FC Midtjylland | Bundessport- und Freizeitzentrum Südstadt, Maria Enzersdorf Asistență: 800 Arbitri: Kijauskaitė, Žalienė |
| 13 noiembrie 2015 20:25 | Tóthová 7 | (10-16) | Bøgelund 8     | Bundessport- und Freizeitzentrum Südstadt, Maria Enzersdorf Asistență: 800 Arbitri: Kijauskaitė, Žalienė |
| 13 noiembrie 2015 20:25 | 2× 3×     | Cronica | 4× 3×          | Bundessport- und Freizeitzentrum Südstadt, Maria Enzersdorf Asistență: 800 Arbitri: Kijauskaitė, Žalienė |

| 14 noiembrie 2015 16:30 | Győri ETO KC | 28 - 27 | ŽRK Vardar                    | Audi Aréna, Győr Asistență: 5.089 Arbitri: Brunner, Salah |
| 14 noiembrie 2015 16:30 | Görbicz 8    | (14-17) | Dembélé, Hmirova, Radičević 4 | Audi Aréna, Győr Asistență: 5.089 Arbitri: Brunner, Salah |
| 14 noiembrie 2015 16:30 | 5× 3× 1×     | Cronica | 6× 3× 1×                      | Audi Aréna, Győr Asistență: 5.089 Arbitri: Brunner, Salah |

| 21 noiembrie 2015 17:30 | ŽRK Vardar | 37 - 25 | Hypo NÖ   | Centrul Sportiv Boris Trajkovski, Skopje Asistență: 2500 Arbitri: Mandák, Rudinský |
| 21 noiembrie 2015 17:30 | Lekić 9    | (15-14) | Thurner 6 | Centrul Sportiv Boris Trajkovski, Skopje Asistență: 2500 Arbitri: Mandák, Rudinský |
| 21 noiembrie 2015 17:30 | 1× 2×      | Cronica | 4× 2×     | Centrul Sportiv Boris Trajkovski, Skopje Asistență: 2500 Arbitri: Mandák, Rudinský |

| 22 noiembrie 2015 15:10 | FC Midtjylland      | 22 - 22 | Győri ETO KC              | Ikast-Brande Arena, Ikast Asistență: 1.843 Arbitri: Nikolić, Stojković |
| 22 noiembrie 2015 15:10 | Jørgensen, Woller 5 | (12-10) | Amorim Taleska, Görbicz 5 | Ikast-Brande Arena, Ikast Asistență: 1.843 Arbitri: Nikolić, Stojković |
| 22 noiembrie 2015 15:10 | 2× 3×               | Cronica | 4× 3×                     | Ikast-Brande Arena, Ikast Asistență: 1.843 Arbitri: Nikolić, Stojković |

## Grupa D
| Echipa        | M | V | E | Î | GM  | GP  | G   | Pct |
| ------------- | - | - | - | - | --- | --- | --- | --- |
| ŽRK Budućnost | 6 | 5 | 1 | 0 | 169 | 131 | +38 | 11  |
| CSM București | 6 | 4 | 1 | 1 | 163 | 138 | +25 | 9   |
| IK Sävehof    | 6 | 2 | 0 | 4 | 138 | 158 | −20 | 4   |
| MKS Lublin    | 6 | 0 | 0 | 6 | 141 | 184 | −43 | 0   |

| 16 octombrie 2015 18:00 | CSM București                   | 33 - 21 | MKS Lublin         | Sala Polivalentă, București Asistență: 3.500 Arbitri: Ilieva, Karbeska |
| 16 octombrie 2015 18:00 | Jørgensen, Rodrigues, Vărzaru 6 | (14-13) | Gęga, Niedźwiedź 5 | Sala Polivalentă, București Asistență: 3.500 Arbitri: Ilieva, Karbeska |
| 16 octombrie 2015 18:00 | 3×                              | Cronica | 2× 3×              | Sala Polivalentă, București Asistență: 3.500 Arbitri: Ilieva, Karbeska |

| 18 octombrie 2015 19:00 | ŽRK Budućnost | 33 - 20 | IK Sävehof | Centrul Sportiv Morača, Podgorica Asistență: 3.500 Arbitri: Krkacev, Kolevski |
| 18 octombrie 2015 19:00 | Mehmedović 6  | (17-8)  | Eriksson 5 | Centrul Sportiv Morača, Podgorica Asistență: 3.500 Arbitri: Krkacev, Kolevski |
| 18 octombrie 2015 19:00 | 2× 3×         | Cronica | 3×         | Centrul Sportiv Morača, Podgorica Asistență: 3.500 Arbitri: Krkacev, Kolevski |

| 23 octombrie 2015 18:00 | MKS Lublin   | 23 - 31 | ŽRK Budućnost | Hala „Globus”, Lublin Asistență: 2.850 Arbitri: Brkić, Jusufhodžić |
| 23 octombrie 2015 18:00 | Niedźwiedź 8 | (13-17) | Neagu 9       | Hala „Globus”, Lublin Asistență: 2.850 Arbitri: Brkić, Jusufhodžić |
| 23 octombrie 2015 18:00 | 3×           | Cronica | 5× 3×         | Hala „Globus”, Lublin Asistență: 2.850 Arbitri: Brkić, Jusufhodžić |

| 23 octombrie 2015 19:00 | IK Sävehof  | 17 - 28 | CSM București | Partillebohallen, Partille Asistență: 1.305 Arbitri: Mandák, Rudinský |
| 23 octombrie 2015 19:00 | Mellegård 4 | (9-13)  | Jørgensen 7   | Partillebohallen, Partille Asistență: 1.305 Arbitri: Mandák, Rudinský |
| 23 octombrie 2015 19:00 | 4× 3×       | Cronica | 2× 3×         | Partillebohallen, Partille Asistență: 1.305 Arbitri: Mandák, Rudinský |

| 30 octombrie 2015 18:00 | MKS Lublin   | 21 - 34 | IK Sävehof       | Hala „Globus”, Lublin Asistență: 2.200 Arbitri: Horváth, Marton |
| 30 octombrie 2015 18:00 | Repelewska 6 | (10-17) | Ekenman-Fernis 6 | Hala „Globus”, Lublin Asistență: 2.200 Arbitri: Horváth, Marton |
| 30 octombrie 2015 18:00 | 2×           | Cronica | 3×               | Hala „Globus”, Lublin Asistență: 2.200 Arbitri: Horváth, Marton |

| 1 noiembrie 2015 19:00 | CSM București | 22 - 28 | ŽRK Budućnost | Sala Polivalentă, București Asistență: 4.500 Arbitri: Erdoğan, Özdeniz |
| 1 noiembrie 2015 19:00 | Rodrigues 5   | (11-15) | Neagu 9       | Sala Polivalentă, București Asistență: 4.500 Arbitri: Erdoğan, Özdeniz |
| 1 noiembrie 2015 19:00 | 3×            | Cronica | 3×            | Sala Polivalentă, București Asistență: 4.500 Arbitri: Erdoğan, Özdeniz |

| 6 noiembrie 2015 19:00 | IK Sävehof | 27 - 24 | MKS Lublin   | Partillebohallen, Partille Asistență: 1.355 Arbitri: Antić, Jakovljević |
| 6 noiembrie 2015 19:00 | Eriksson 8 | (14-11) | Niedźwiedź 8 | Partillebohallen, Partille Asistență: 1.355 Arbitri: Antić, Jakovljević |
| 6 noiembrie 2015 19:00 | 3×         | Cronica | 4× 3×        | Partillebohallen, Partille Asistență: 1.355 Arbitri: Antić, Jakovljević |

| 8 noiembrie 2015 19:00 | ŽRK Budućnost | 23 - 23 | CSM București | Centrul Sportiv Morača, Podgorica Asistență: 3.500 Arbitri: Zotkin, Volodkov |
| 8 noiembrie 2015 19:00 | Bulatović 8   | (12-13) | Gulldén 7     | Centrul Sportiv Morača, Podgorica Asistență: 3.500 Arbitri: Zotkin, Volodkov |
| 8 noiembrie 2015 19:00 | 3×            | Cronica | 4× 3× 1×      | Centrul Sportiv Morača, Podgorica Asistență: 3.500 Arbitri: Zotkin, Volodkov |

| 13 noiembrie 2015 19:00 | MKS Lublin   | 27 - 30 | CSM București | Hala „Globus”, Lublin Asistență: 1.800 Arbitri: Bethmann, Tzaferopoulos |
| 13 noiembrie 2015 19:00 | Niedźwiedź 7 | (13-15) | Gulldén 8     | Hala „Globus”, Lublin Asistență: 1.800 Arbitri: Bethmann, Tzaferopoulos |
| 13 noiembrie 2015 19:00 | 3× 2×        | Cronica | 1× 3×         | Hala „Globus”, Lublin Asistență: 1.800 Arbitri: Bethmann, Tzaferopoulos |

| 15 noiembrie 2015 17:00 | IK Sävehof       | 18 - 25 | ŽRK Budućnost | Partillebohallen, Partille Asistență: 860 Arbitri: Arntsen, Røen |
| 15 noiembrie 2015 17:00 | Eriksson, Sand 5 | (11-14) | Bulatović 6   | Partillebohallen, Partille Asistență: 860 Arbitri: Arntsen, Røen |
| 15 noiembrie 2015 17:00 | 2×               | Cronica | 3×            | Partillebohallen, Partille Asistență: 860 Arbitri: Arntsen, Røen |

| 20 noiembrie 2015 18:00 | ŽRK Budućnost      | 29 - 25 | MKS Lublin          | Centrul Sportiv Morača, Podgorica Asistență: 1.500 Arbitri: Rakitina, Tkaciuk |
| 20 noiembrie 2015 18:00 | Bulatović, Neagu 8 | (12-13) | da Silva Quintino 6 | Centrul Sportiv Morača, Podgorica Asistență: 1.500 Arbitri: Rakitina, Tkaciuk |
| 20 noiembrie 2015 18:00 | 3×                 | Cronica | 1× 3×               | Centrul Sportiv Morača, Podgorica Asistență: 1.500 Arbitri: Rakitina, Tkaciuk |

| 20 noiembrie 2015 18:00 | CSM București | 27 - 22 | IK Sävehof                 | Sala „Dinamo”, București Asistență: 1.800 Arbitri: Alpaidze, Berezkina |
| 20 noiembrie 2015 18:00 | Gulldén 6     | (13-9)  | Ekenman-Fernis, Eriksson 5 | Sala „Dinamo”, București Asistență: 1.800 Arbitri: Alpaidze, Berezkina |
| 20 noiembrie 2015 18:00 | 3×            | Cronica | 3× 2×                      | Sala „Dinamo”, București Asistență: 1.800 Arbitri: Alpaidze, Berezkina |